# Pseudocorythalia subinermis
Pseudocorythalia subinermis är en spindelart som beskrevs av Lodovico di Caporiacco 1938. Pseudocorythalia subinermis ingår i släktet Pseudocorythalia och familjen hoppspindlar. Inga underarter finns listade i Catalogue of Life.